# Dagmar von Dänemark (1847–1928)

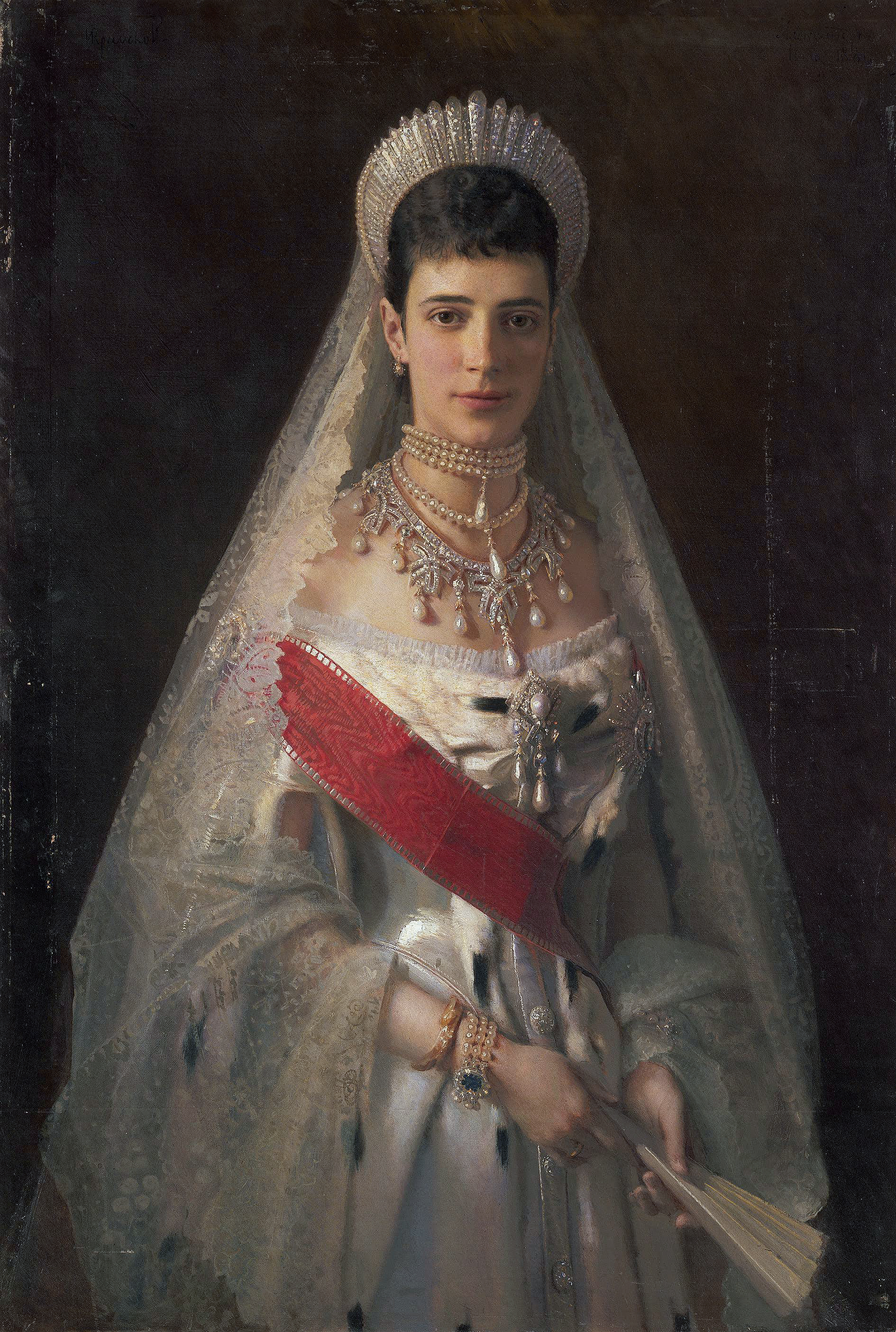
Prinzessin Dagmar von Dänemark als Kaiserin von Russland auf einem Gemälde von Iwan Kramskoi (1882)

Marie Sophie Frederikke Dagmar, Prinzessin von Dänemark (* 26. November 1847 auf Schloss Amalienborg in Kopenhagen; † 13. Oktober 1928 auf Schloss Hvidøre bei Kopenhagen) war als Gemahlin von  Zar Alexander III. als Maria Fjodorowna (russisch Мария Фёдоровна), auch Maria Feodorowna, von 1881 bis 1894 Zarin von Russland. Sie war die Mutter von Nikolaus II., des letzten russischen Zaren.

## Leben

### Herkunft und Jugend

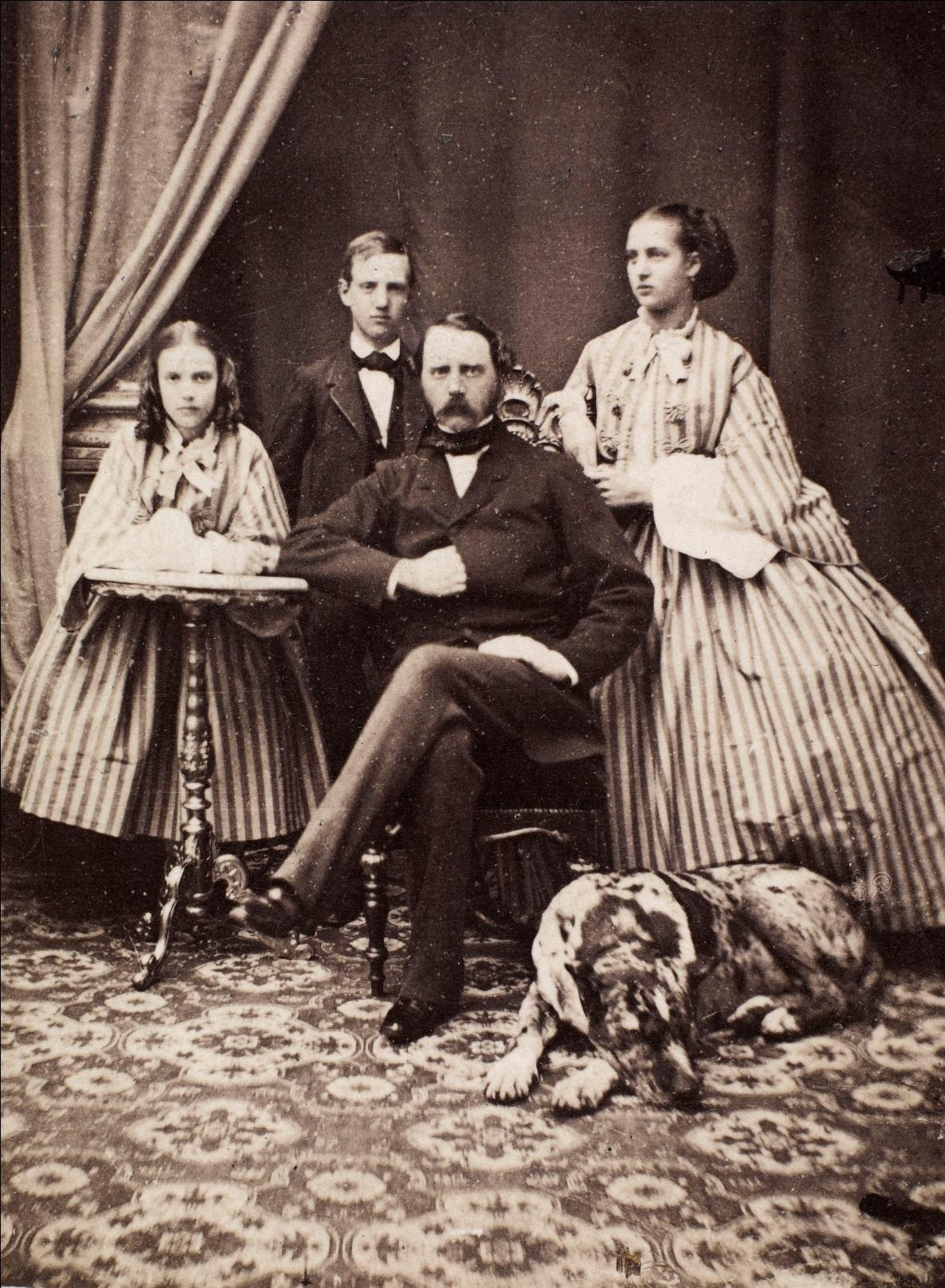
Dagmar (links) mit ihrem Vater und den Geschwistern Wilhelm und Alexandra (1861)

Dagmar wurde als viertes Kind und zweitälteste Tochter des damaligen Prinzen Christian von Schleswig-Holstein-Sonderburg-Glücksburg und dessen Frau Louise von Hessen geboren. Sie wurde mit der dänischen Königin Caroline Amalie als Taufpatin lutherisch getauft und erhielt die Namen ihrer Verwandten, der dänischen Königinwitwe Marie Sophie Friederike und – der nationalromantischen Mode der Zeit entsprechend – der populären dänischen Mittelalterkönigin Dagmar von Böhmen. In Dänemark war sie als Prinzessin Dagmar bekannt, während sie in der Familie zeitlebens unter ihrem Spitznamen „Minnie“ benannt wurde.
Ihre Familie war ursprünglich nur entfernt mit dem dänischen Königshaus verwandt. Ihre Position änderte sich aber 1853, als ihr Vater nach einigen komplizierten Verhandlungen dänischer Thronfolger nach dem kinderlosen König Friedrich VII. wurde: Erst in diesem Jahr erhielten die Familienmitglieder die Titel Prinz oder Prinzessin von Dänemark. Allerdings war die Familie in Dänemark nicht unbedingt beliebt, vor allem nicht in den aufstrebenden nationalliberalen Kreisen. Die Familie galt als deutschgesinnt, zudem waren beide Eltern als konservative Gesamtstaatsanhänger bekannt.

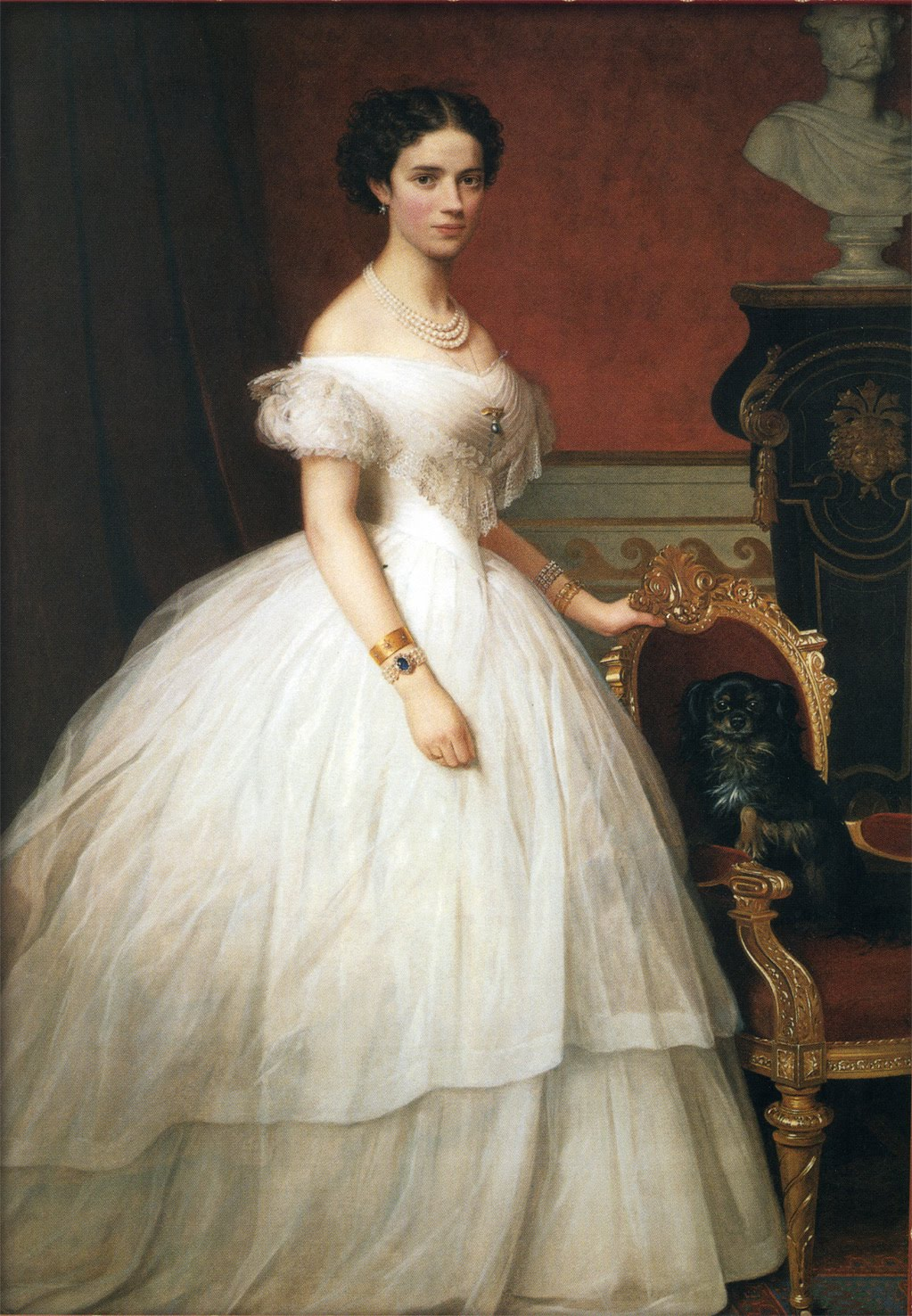
Dagmar als junge Frau in den 1860er Jahren, Porträt von Andreas Herman Hunæus

Dagmar und ihre fünf Geschwister wuchsen im sogenannten Gelben Palais in Kopenhagen auf und verbrachten die Sommer auf Schloss Bernstorff nördlich von Kopenhagen, das der Familie nach der Ernennung des Vaters zum Thronfolger zur Verfügung gestellt wurde. Die Kinder wuchsen in einem einfachen, aber glücklichen Umfeld auf, in dem die Familie eng verbunden war. Während ihrer Kindheit lebte die Familie vom Offiziersgehalt des Vaters und die Familie führte ein nach königlichen Normen relativ einfaches Leben. Ihr Haushalt hatte nur sechs Angestellte, und Dagmar und ihre Geschwister durften in ihrer Kindheit durch die Kopenhagener Straßen laufen, zum Beispiel auf den Markt gehen und Cafés besuchen. Sie nahmen nur sehr selten an zeremoniellen Veranstaltungen teil und mussten dann ihre feinen Kleider gleich wieder ausziehen, um sie nicht schmutzig zu machen. Die Eltern legten Wert auf eine einfache bürgerliche Erziehung der Kinder, aber auch auf die königlichen Pflichten. Später wurden alle Kinder für ihre mühelose Fähigkeit, mit Menschen umzugehen, ihr Pflichtbewusstsein und ihre Repräsentationsfähigkeit, bekannt.
Dagmar stand ihrer ältesten Schwester Alexandra am nächsten, und sie hatten ihr ganzes Leben eine starke Verbindung zueinander. Die beiden Prinzessinnen teilten sich ein Zimmer und wurden zusammen erzogen. Sie erhielten eine Ausbildung, die einer Frau der damaligen Zeit entsprach: Sie wurden von ihrer Mutter im Haushalt unterrichtet und lernten von Tutoren tanzen, musizieren, malen und zeichnen sowie Französisch, Englisch und Deutsch sprechen. Der Vater bestand jedoch auch darauf, dass sie Gymnastik und Sport ausübten, was für Mädchen eher ungewöhnlich war. Außerdem erhielten sie Schwimmunterricht von der schwedischen Schwimmpionierin Nancy Edberg. Dagmar würde Edberg später in Russland willkommen heißen, wohin diese mit einem königlichen Stipendium kam, um Schwimmunterricht für Frauen zu geben. Dagmar wird als lebhaft und intelligent beschrieben, süß, aber weniger schön als Alexandra, und besser im Malen und Zeichnen als ihre Schwestern, die andererseits musikalisch begabter waren.
Ihr Vater wurde nach dem Tode Friedrichs VII. 1863 als Christian IX. König von Dänemark. Er ist als Schwiegervater Europas bekannt. Durch die Heiraten ihrer Geschwister war Dagmar mit zahlreichen Herrscherhäusern Europas verwandt. So wurde ihre ältere Schwester Alexandra die Gemahlin von König Eduard VII. von Großbritannien und Irland, was die auffallende äußerliche Ähnlichkeit ihres Sohnes Kaiser Nikolaus II. und ihres Neffen König Georg V. von Großbritannien und Irland erklärt. Als Tochter und Schwester der Könige von Dänemark und Griechenland und Schwägerin des britischen Thronfolgers galt Dagmar Ende des Jahres 1863 als eine der begehrtesten Prinzessinnen Europas. Sie erhielt einen Heiratsantrag von Kronprinz Umberto von Italien, zögerte jedoch, ihn anzunehmen, weil sie ihn unattraktiv fand. Ihre Mutter zögerte auch, eine solche Ehe zu unterstützen, da sie in der Aussicht auf eine Ehe mit einem Mitglied der russischen Kaiserfamilie einen größeren Status sah.

### Ehe und Nachkommen

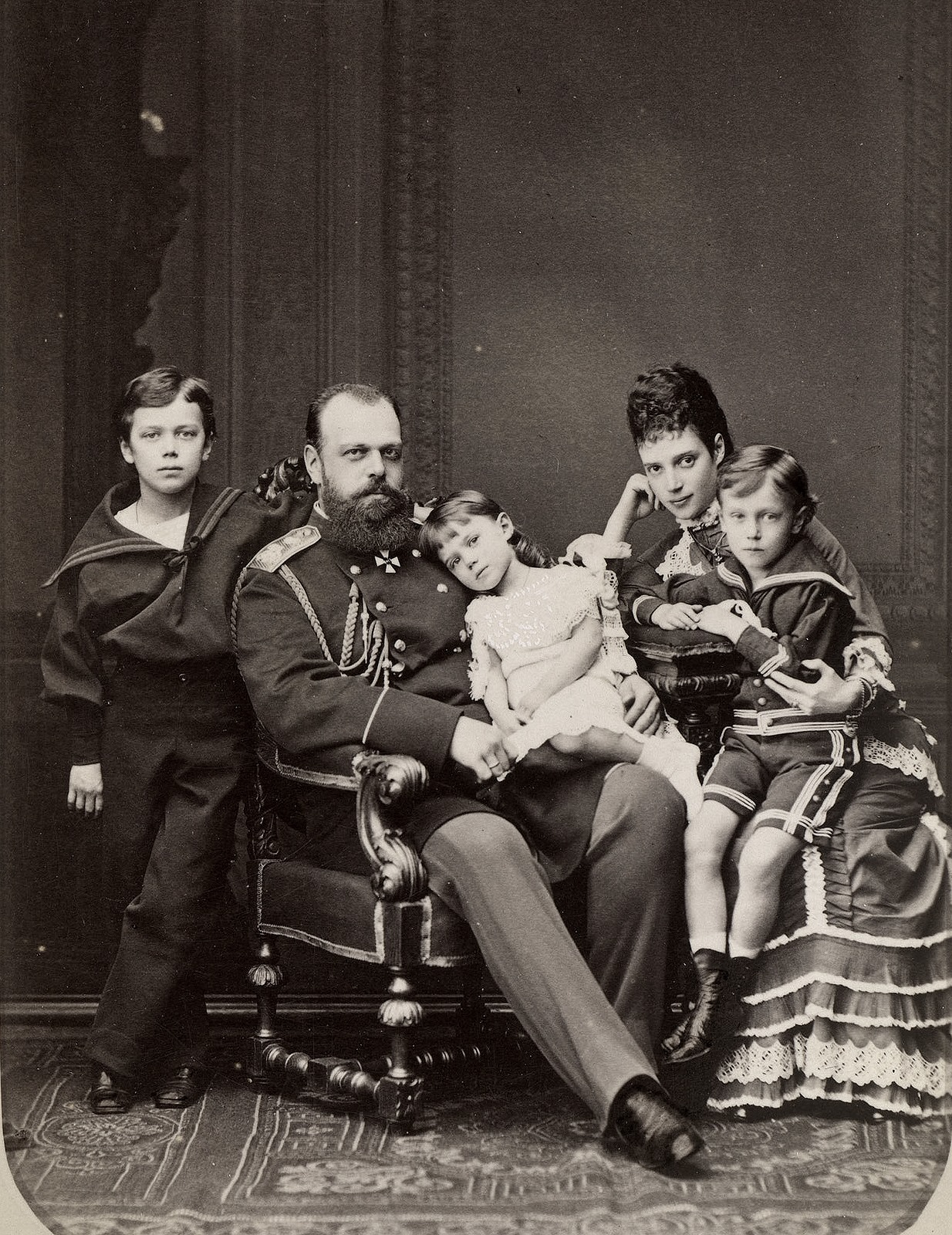
Der damalige Zarewitsch Alexander mit seiner Frau Maria Fjodorowna und ihren Kindern Nikolaus, Xenia und Georgi (1878)

Im Sommer 1864 wurde Prinzessin Dagmar im Alter von 16 Jahren mit dem bereits schwerkranken Zarewitsch Nikolai, Sohn des Zaren Alexander II., verlobt. Daraufhin nahm sie Unterricht in der russischen Sprache und den Lehren des orthodoxen Glaubens, um sich auf ihren Übertritt zur russisch-orthodoxen Kirche vorzubereiten, der notwendig war, um den russischen Thronfolger zu heiraten. Zur Hochzeit kam es jedoch nicht, da Nikolai im April 1865 in Nizza starb.
Nach ihrem Verlust von Nikolais Vater getröstet, verlobte sie sich im folgenden Juni mit Nikolais jüngerem Bruder und neuen Zarewitsch Alexander. Im September reiste Dagmar von Kopenhagen nach St. Petersburg, wo sie zum russisch-orthodoxen Glauben konvertierte und sich fortan Marija Fjodorowna (russisch Мария Фёдоровна) nannte. Ihre Hochzeit mit Alexander fand am 9. November 1866 im Winterpalast in Sankt Petersburg statt. Das neuvermählte Paar zog in den Anitschkow-Palast in St. Petersburg, wo es die folgenden fünfzehn Jahre lebte. Die Verbindung wurde als glücklich beschrieben; keiner der beiden soll außereheliche Liebschaften gehabt haben. Aus der Ehe gingen sechs Kinder hervor:
- Nikolaus II. (1868–1918), Zar von Russland
- Alexander (1869–1870)
- Georgi (1871–1899)
- Xenia (1875–1960)
- Michail (1878–1918)
- Olga (1882–1960)

Marija Fjodorowna und Alexander führten ein sehr häuslich und familiär geprägtes Leben. Fester Bestandteil des Familienlebens waren ausgedehnte Sommerurlaube im Herrenhaus Langinkoski in der Nähe von Kotka an der finnischen Küste, in der Sommerresidenz Liwadija auf der Halbinsel Krim am Ufer des Schwarzen Meeres und bei der dänischen Familie auf Schloss Fredensborg in Dänemark.

### Zarin

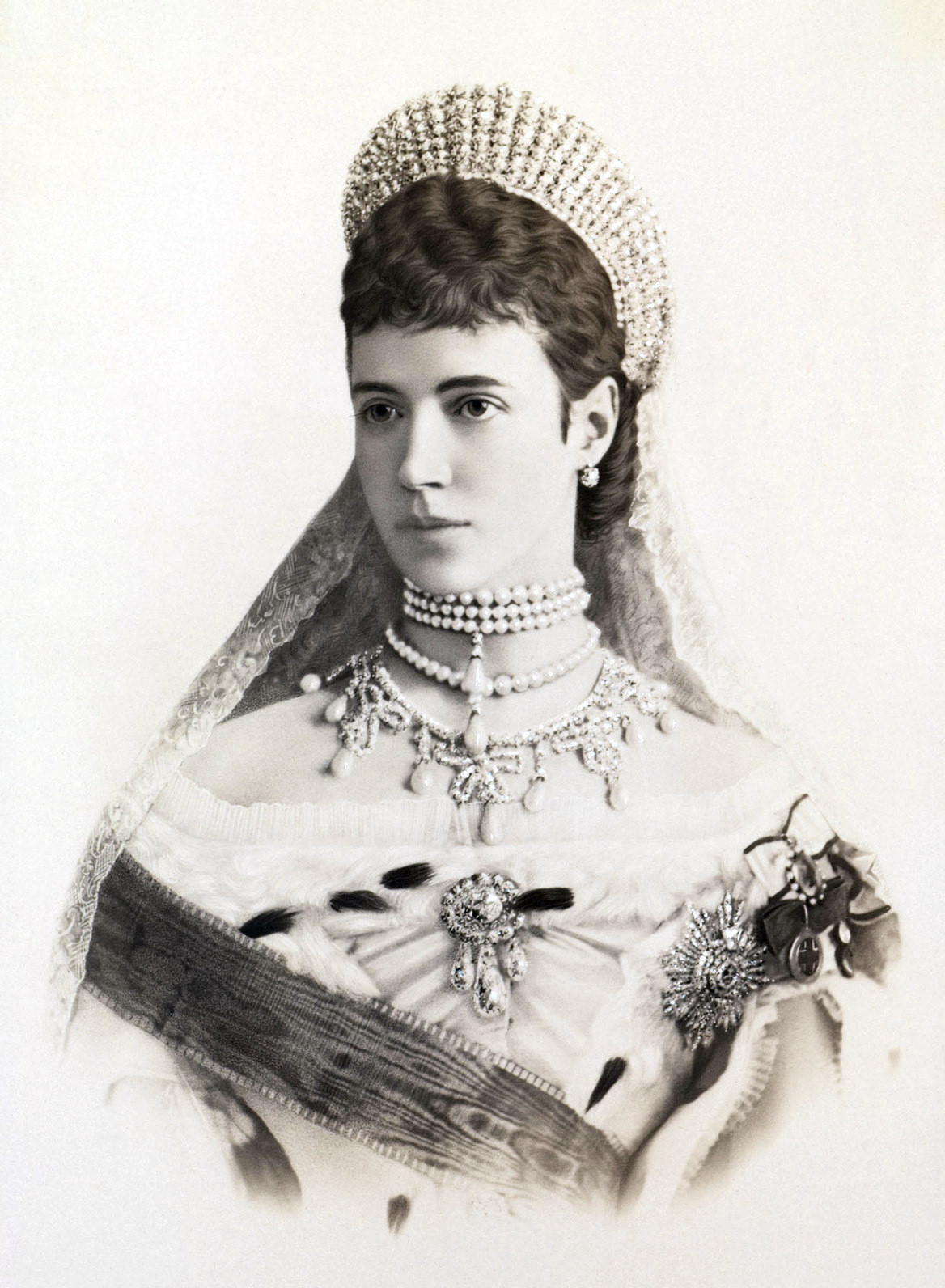
Maria Fjodorowna, Kaiserin von Russland (1885)

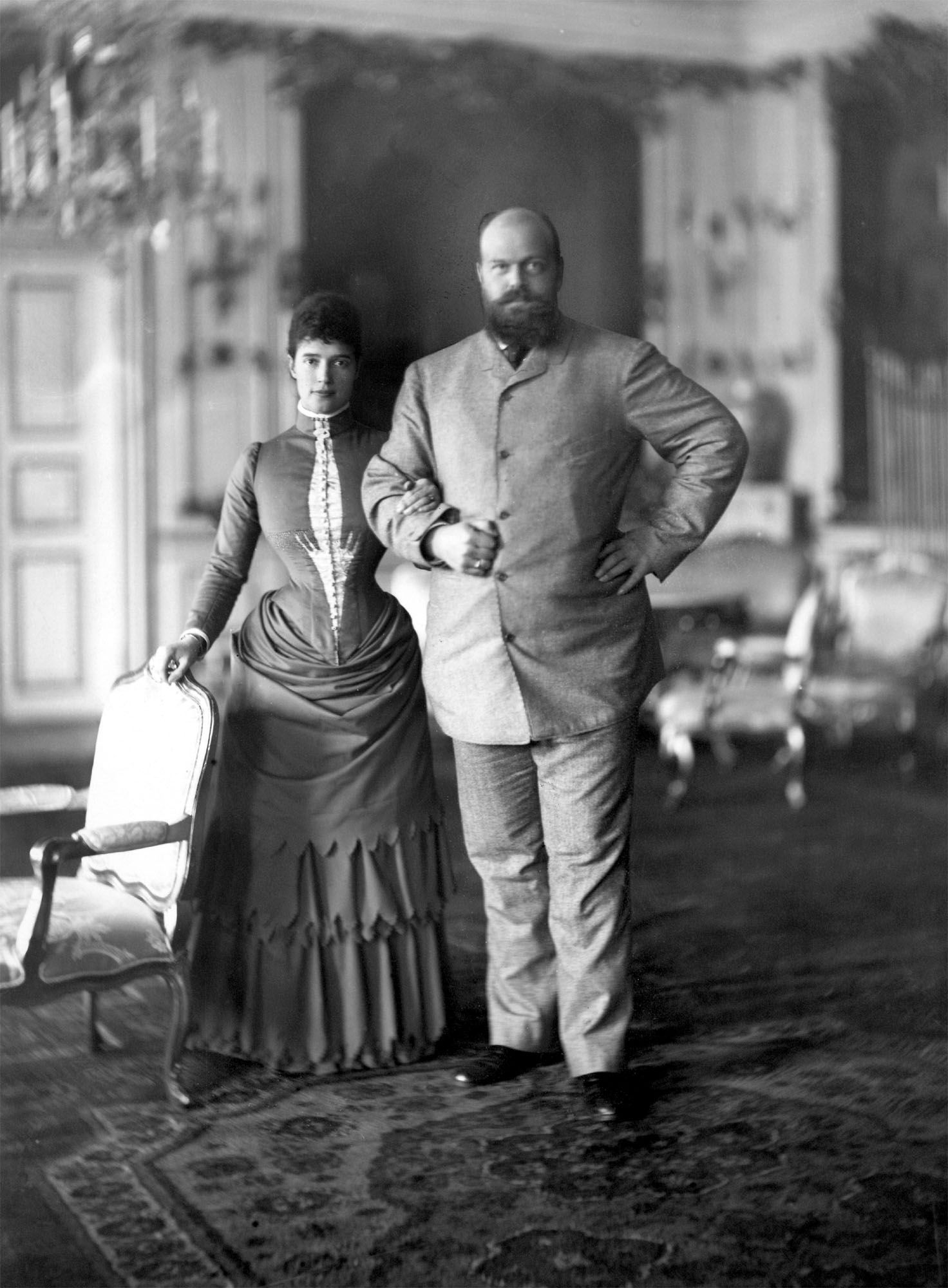
Kaiserin Maria Fjodorowna und Kaiser Alexander III. in Dänemark (1892)

Nach dem Tod ihres Schwiegervaters durch einen Bombenanschlag am 13. März 1881 wurde Maria Fjodorowna Zarin von Russland. Die Krönungsfeierlichkeiten fanden zwei Jahre später, am 27. Mai 1883, in der Mariä-Entschlafens-Kathedrale im Moskauer Kreml statt. Aufgrund von Befürchtungen um ihre Sicherheit zog die Familie kurze Zeit später auf Schloss Gattschina außerhalb St. Petersburgs um. Den Heiratsabsichten ihres Sohnes und zukünftigen Kaisers Nikolaus mit Alix von Hessen-Darmstadt stand sie reserviert gegenüber. Nach dem Tod ihres Gemahls im Alter von nur 49 Jahren am 1. November 1894 und der Hochzeit Nikolaus’ und Alexandras im selben Monat zog sie sich in den Anitschkow-Palast zurück.
Sie war weniger an Politik, dafür aber umso mehr an ihrer Familie und der Wohltätigkeit interessiert. Politisch bezog sie nur einmal Stellung, nämlich als sie, nachdem der Erste Weltkrieg ausgebrochen war, ihre heftige Abscheu gegen Deutschland offen ausdrückte.

### Rückkehr nach Dänemark
Nach Ausbruch des Russischen Bürgerkriegs wurde Maria Fjodorowna 1919, auf die dringende Bitte ihrer Schwester Alexandra, von der Krim mit der HMS Marlborough in Sicherheit gebracht. Sie kehrte über England nach Dänemark zurück und ließ sich in der Sommerresidenz Hvidøre bei Kopenhagen nieder. Von dort aus finanzierte sie die Untersuchungen des Weißarmisten Nikolai Alexejewitsch Sokolow, der Nachforschungen über den Verbleib der Zarenfamilie nach der Oktoberrevolution unternahm. Obwohl Sokolow 1924 zu dem Schluss kam, dass Nikolaus II. tot sei, glaubte sie bis zu ihrem Tod fest daran, dass ihr Sohn noch lebte.
Sie starb am 13. Oktober 1928 und wurde in der Familiengruft der dänischen Könige im Dom zu Roskilde beigesetzt. Am 28. September 2006 erfolgte die Überführung ihrer Gebeine in die Familiengruft der Kaiserfamilie in der Peter-und-Paul-Kathedrale in Sankt Petersburg.

## Vorfahren
|  |                                                          |  |  |  |  |  |  |  |  |  |  |  |  |
|  | Friedrich Karl Ludwig von Schleswig-Holstein (1757–1816) |  |  |  |  |  |  |  |  |  |  |  |  |
|  |                                                          |  |  |  |  |  |  |  |  |  |  |  |  |
|  |                                                          |  |  |  |  |  |  |  |  |  |  |  |  |
|  | Friedrich Wilhelm von Schleswig-Holstein (1785–1831)     |  |  |  |  |  |  |  |  |  |  |  |  |
|  |                                                          |  |  |  |  |  |  |  |  |  |  |  |  |
|  |                                                          |  |  |  |  |  |  |  |  |  |  |  |  |
|  | Friederike von Schlieben (1757–1827)                     |  |  |  |  |  |  |  |  |  |  |  |  |
|  |                                                          |  |  |  |  |  |  |  |  |  |  |  |  |
|  |                                                          |  |  |  |  |  |  |  |  |  |  |  |  |
|  | Christian IX. König von Dänemark (1818–1906)             |  |  |  |  |  |  |  |  |  |  |  |  |
|  |                                                          |  |  |  |  |  |  |  |  |  |  |  |  |
|  |                                                          |  |  |  |  |  |  |  |  |  |  |  |  |
|  | Karl von Hessen-Kassel (1744–1836)                       |  |  |  |  |  |  |  |  |  |  |  |  |
|  |                                                          |  |  |  |  |  |  |  |  |  |  |  |  |
|  |                                                          |  |  |  |  |  |  |  |  |  |  |  |  |
|  | Luise Karoline von Hessen-Kassel (1789–1867)             |  |  |  |  |  |  |  |  |  |  |  |  |
|  |                                                          |  |  |  |  |  |  |  |  |  |  |  |  |
|  |                                                          |  |  |  |  |  |  |  |  |  |  |  |  |
|  | Louise von Dänemark (1750–1831)                          |  |  |  |  |  |  |  |  |  |  |  |  |
|  |                                                          |  |  |  |  |  |  |  |  |  |  |  |  |
|  |                                                          |  |  |  |  |  |  |  |  |  |  |  |  |
|  | Dagmar von Dänemark                                      |  |  |  |  |  |  |  |  |  |  |  |  |
|  |                                                          |  |  |  |  |  |  |  |  |  |  |  |  |
|  |                                                          |  |  |  |  |  |  |  |  |  |  |  |  |
|  | Friedrich von Hessen-Kassel (Rumpenheim)(1747–1837)      |  |  |  |  |  |  |  |  |  |  |  |  |
|  |                                                          |  |  |  |  |  |  |  |  |  |  |  |  |
|  |                                                          |  |  |  |  |  |  |  |  |  |  |  |  |
|  | Wilhelm von Hessen (Rumpenheim) (1787–1867)              |  |  |  |  |  |  |  |  |  |  |  |  |
|  |                                                          |  |  |  |  |  |  |  |  |  |  |  |  |
|  |                                                          |  |  |  |  |  |  |  |  |  |  |  |  |
|  | Karoline Polyxene von Nassau-Usingen (1762–1823)         |  |  |  |  |  |  |  |  |  |  |  |  |
|  |                                                          |  |  |  |  |  |  |  |  |  |  |  |  |
|  |                                                          |  |  |  |  |  |  |  |  |  |  |  |  |
|  | Louise von Hessen (1817–1898)                            |  |  |  |  |  |  |  |  |  |  |  |  |
|  |                                                          |  |  |  |  |  |  |  |  |  |  |  |  |
|  |                                                          |  |  |  |  |  |  |  |  |  |  |  |  |
|  | Friedrich Erbprinz von Dänemark (1753–1805)              |  |  |  |  |  |  |  |  |  |  |  |  |
|  |                                                          |  |  |  |  |  |  |  |  |  |  |  |  |
|  |                                                          |  |  |  |  |  |  |  |  |  |  |  |  |
|  | Louise Charlotte von Dänemark (1789–1864)                |  |  |  |  |  |  |  |  |  |  |  |  |
|  |                                                          |  |  |  |  |  |  |  |  |  |  |  |  |
|  |                                                          |  |  |  |  |  |  |  |  |  |  |  |  |
|  | Sophie Friederike von Mecklenburg (1758–1794)            |  |  |  |  |  |  |  |  |  |  |  |  |
|  |                                                          |  |  |  |  |  |  |  |  |  |  |  |  |
|  |                                                          |  |  |  |  |  |  |  |  |  |  |  |  |